# Internationaler TÜV Rheinland Global Compact Award

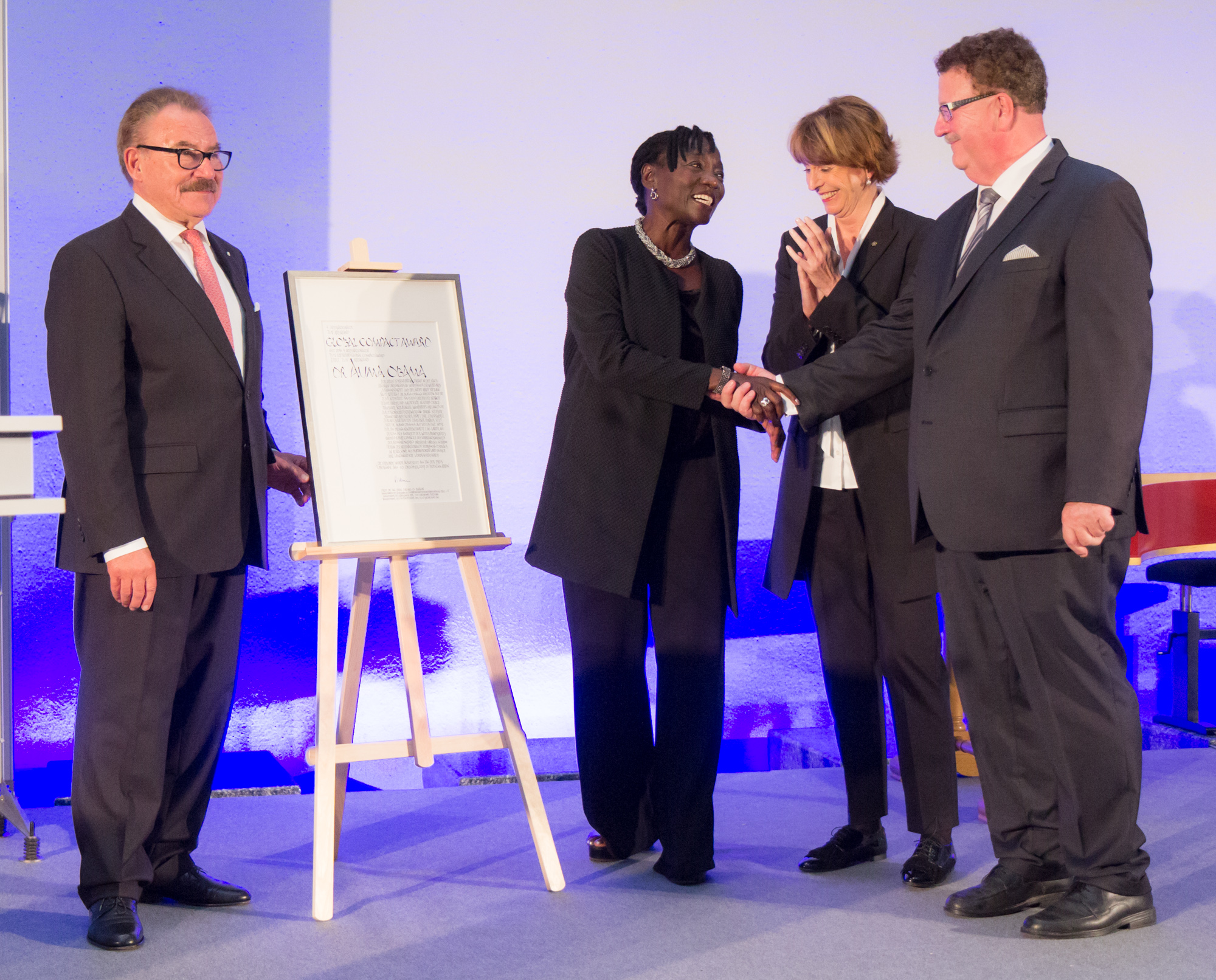
Preisverleihung 2017 im Kölner Rathaus an Auma Obama

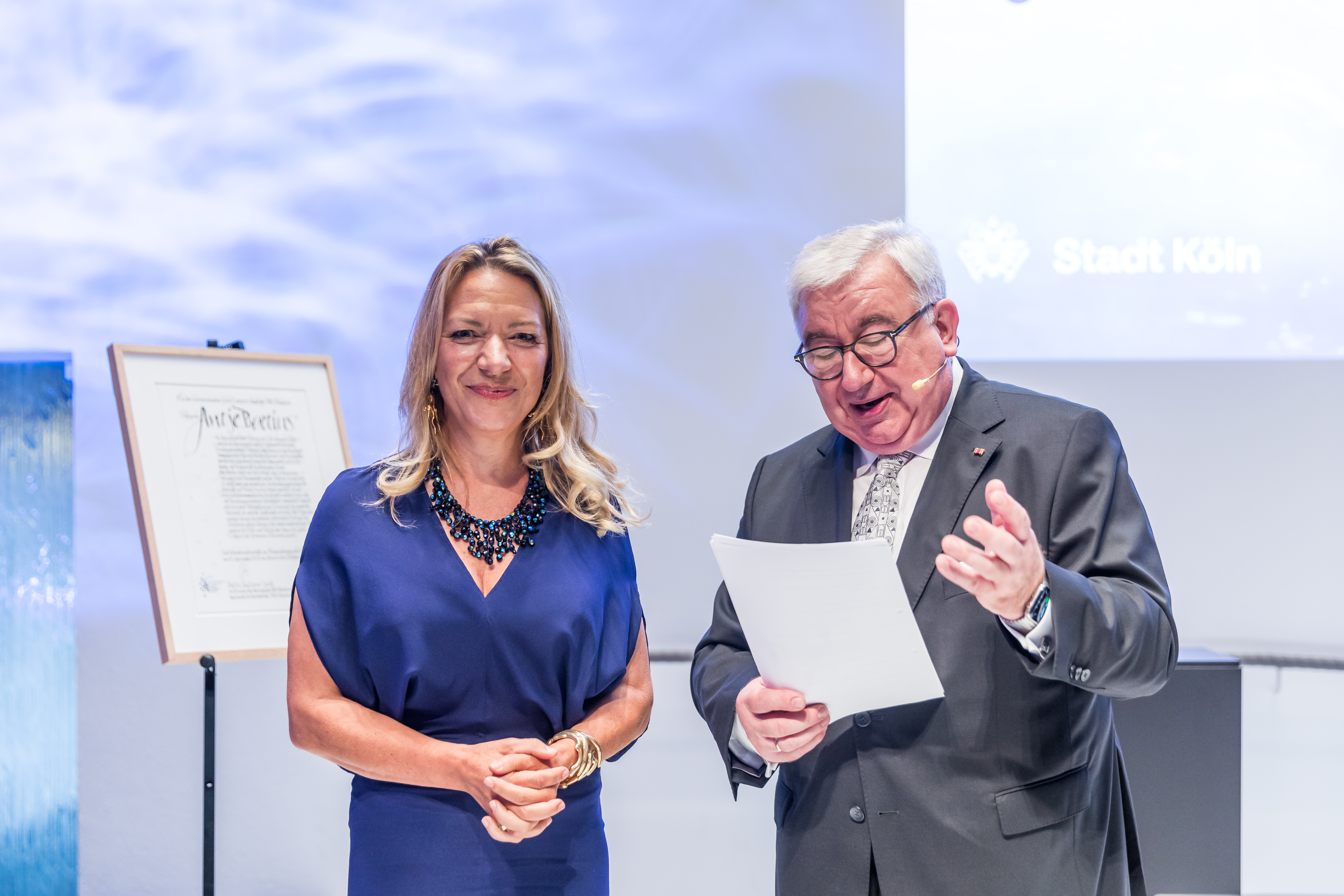
Preisverleihung 2024 im Kölner Rathaus an Antje Boetius

Der Internationale TÜV Rheinland Global Compact Award ist ein von der TÜV Rheinland Stiftung vergebener Preis. Der Preis wird seit 2008 an herausragende Persönlichkeiten verliehen, die mit ihrer Arbeit die Ziele des Global Compact der Vereinten Nationen unterstützen. Der Preis ging aus dem Internationalen Rheinland-Preis für Umweltschutz hervor, den der TÜV Rheinland seit 1974 vergab.

## Preisträger
- 2008: Volker Hauff
- 2011: Michael Otto
- 2014: Edda Müller[2]
- 2017: Auma Obama[3]
- 2020/21: Reinhold Messner[4]
- 2024: Antje Boetius[5]